# Banknetvn
Banknetvn là tên viết tắt của Công ty cổ phần thanh toán Quốc gia Việt Nam được thành lập ngày 09 tháng 07 năm 2004 với sự tham gia góp vốn của 56 cổ đông sáng lập gồm 55 ngân hàng hàng đầu Việt Nam và Công ty Điện toán và Truyền số liệu VDC.
Banknetvn đã được Ngân hàng Nhà nước cấp giấy phép Hoạt động dịch vụ thanh toán số 06/NHNN-GP ngày 09/07/2004, cho phép Công ty được hoạt động kinh doanh trong lĩnh vực cung ứng các dịch vụ thanh toán liên quan đến việc phát hành, chấp thuận, thanh toán thẻ ngân hàng, thẻ thanh toán và các hoạt động khác có liên quan.
Năm 2009, Chính phủ phê duyệt Đề án Xây dựng trung tâm thẻ thống nhất Quốc gia NAPAS, trong đó Banknetvn được chọn làm hạt nhân với mục tiêu là kết nối các hệ thống thanh toán thẻ và thúc đẩy thanh toán không dùng tiền mặt. Để thực hiện mục tiêu trên, ngày 01/04/2010, Ngân hàng Nhà nước Việt Nam đại diện cho Nhà nước chính thức góp vốn vào Banknetvn và trở thành cổ đông lớn nhất của Banknetvn với tỷ lệ là 61%
Năm 2019, Banknetvn đổi tên thành Napas.

## Sản phẩm, dịch vụ
- Chuyển mạch thẻ nội địa
- Kết nối đa quốc gia
- Cổng thanh toán trực tuyến
- Chuyển khoản liên ngân hàng
- Thanh toán hóa đơn điện tử
- Nạp tiền điện thoại
- Tin nhắn thương hiệu

## Thành viên
1. Ngân hàng Nông nghiệp và Phát triển Nông thôn Việt Nam (VBARD)
2. Ngân hàng Đầu tư và Phát triển Việt Nam (BIDV)
3. Ngân hàng Công thương Việt Nam (ICB)
4. Công ty Điện toán và Truyền số liệu (VDC)
5. Ngân hàng TMCP Á Châu (ACB)
6. Ngân hàng TMCP Sài Gòn Thương tín (SACOMBANK)
7. Ngân hàng TMCP Đông Á (EAB)
8. Ngân hàng TMCP Sài Gòn Công thương (SAIGONBANK)
9.Bộ Thông tin và Truyền thông
10.Kho bạc Nhà nước Việt Nam